# Lý Quỹ (Trung Đường)
Lý Quỹ (chữ Hán: 李揆, 711 – 784), tự Đoan Khanh (端卿), nguyên quán Thành Kỷ, Lũng Tây , tịch quán Huỳnh Dương, Trịnh Châu , tể tướng nhà Đường trong lịch sử Trung Quốc.

## Khởi nghiệp
Quỹ là thành viên của nhánh Cô Tang thuộc sĩ tộc họ Lý quận Lũng Tây, nhưng đã ngụ cư ở Huỳnh Dương nhiều đời. Quỹ là chít (huyền tôn) của Cấp sự trung Lý Huyền Đạo, một trong 18 học sĩ của phủ Tần vương đầu đời Đường; con trai của Bí thư giám Lý Thành Dụ.
Từ nhỏ Quỹ thông minh hiếu học, giỏi Thuộc văn. Cuối niên hiệu Khai Nguyên (713 – 741) thời Đường Huyền Tông, Quỹ được cử Tiến sĩ, bổ làm Trần Lưu úy. Quỹ dâng thư lên hoàng đế, được tham gia kỳ thi văn chương để gia nhập Trung thư, rồi được cất nhắc bái làm Hữu thập di. Sau đó Quỹ được đổi làm Hữu bổ khuyết, Khởi cư lang, rồi làm Tri tông tử biểu sớ. Sau đó nữa Quỹ được thăng làm Tư huân Viên ngoại lang, Khảo công lang trung, rồi làm Tri chế cáo.

## Thăng vị tể tướng
Quỹ theo Đường Huyền Tông chạy loạn An Sử ra Kiếm Nam , được bái làm Trung thư xá nhân.
Năm Càn Nguyên đầu tiên (758) thời Đường Túc Tông, Quỹ được kiêm chức Lễ bộ thị lang. Thái thượng hoàng (tức Huyền Tông) trở về Trường An, muốn cải táng cho Dương quý phi; Quỹ cho rằng tướng sĩ Long Vũ quân từng giết chết Dương Quốc Trung, nếu làm thế sẽ khiến họ lo sợ. Vì thế Thái thượng hoàng phải sai Trung sứ bí mật cải táng.
Quỹ cho rằng chủ khảo ra đề thi quá trúc trắc, nên người trúng tuyển chưa hẳn có tài và cũng không giỏi làm văn. Ngay tại trường thi Đình, Quỹ dùng Ngũ kinh, các bộ sử kết hợp với Thiết vận (切韵) để kiểm tra thí sinh. Trong thời gian vài tháng, việc cải cách thi cử nhận được nhiều lời khen ngợi, nhưng chưa xong thì Quỹ được thăng làm Trung thư thị lang, Đồng Trung thư Môn hạ Bình chương sự, Tập Hiền điện Sùng Văn quán đại học sĩ, Tu quốc sử, phong tước Cô Tang huyện bá.
Quỹ có vẻ ngoài đẹp đẽ, khéo đối đáp, mỗi khi trình tấu đều là lời lẽ khuyên can hoàng đế. Đường Túc Tông tán thưởng rằng: "Địa vị, nhân tài, văn chương của gia tộc khanh đều là hàng đầu bây giờ." Nên người đương thời khen là Tam tuyệt, xin làm xá nhân của ông. Bấy giờ Trương hoàng hậu sanh ra hoàng tử Lý Thiệu mới vài tuổi, muốn tranh ngôi Thái tử với Thành vương Lý Thục. Nhân dịp Quỹ vào gặp, Túc Tông hỏi: "Thành vương là con đích trưởng lại có công, nay đáng được kế tự, ý khanh thế nào?" Quỹ vái lạy và ca ngợi rằng: "Bệ hạ nói như vậy, là phúc của xã tắc, thiên hạ may lắm, thần không kìm được phải chúc mừng." Túc Tông vui vẻ nói: "Ý trẫm đã quyết rồi." Ngay sau đó Thành vương được lập làm Hoàng thái tử. Từ đây Quỹ ngày càng được hậu đãi và trọng dụng.
Năm Càn Nguyên thứ 2 (759), tông thất đề nghị gia tôn hiệu "Dực thánh" cho Trương hoàng hậu, Túc Tông hỏi Quỹ, ông cho biết hậu phi còn sống được gia tôn hiệu xưa nay chỉ có Vi hoàng hậu của Đường Trung Tông, khiến hoàng đế cả sợ, đình chỉ việc này. Kinh sư nhiều giặc cướp, có người bị giết ở ngã tư, ném thây trong ngòi, khiến huyện lệnh (của kinh thành) chịu lột chức; Lý Phụ Quốc đang nắm quyền, xin chọn 500 kỵ binh của Vũ Lâm quân để tuần tra. Quỹ dâng sớ phản đối, cho rằng 2 đội quân Vũ Lâm – Kim Ngô có vai trò kiềm chế lẫn nhau, nay Vũ Lâm quân thay Kim Ngô quân tuần tra đêm, nếu có biến cố sẽ khó lòng chế ngự; vì thế yêu cầu của Phụ Quốc bị bác bỏ. Nhưng Quỹ e sợ quyền thế của Lý Phụ Quốc, bất chấp thân phận, gặp ông ta thì hành lễ như con em đối với bề trên, gọi là "ngũ phụ" (cha năm, vì Phụ Quốc là con trai thứ 5 trong nhà, được người đời gọi là "ngũ lang").
Năm Thượng Nguyên đầu tiên (760), Hưng vương Lý Thiệu mất, Quỹ được cầm cờ tiết, tuyên Sách mệnh, truy tặng Thiệu làm Cung Ý thái tử.

## Trầm luân đến chết
Quỹ ở ngôi tể tướng, làm việc độc đoán, tuy kiến thức quảng bác nhưng tính hám danh lợi, nên bị người đời chê bai. Anh trai của Quỹ là Lý Giai cũng có tiếng tăm, nhưng chịu đình trệ ở chức vụ nhàn tản, mãi không được thăng tiến. Đồng nhiệm tể tướng với Quỹ là Lữ Nhân tuy không có xuất thân sĩ tộc, nhưng giỏi chánh sự hơn ông rất nhiều, sau khi chịu bãi tướng, từ chức vụ Thái tử Tân khách được ra làm Kinh Nam tiết độ sứ, người ta khen ngợi lắm. Quỹ sợ Lữ Nhân được trở lại, bèn bí mật lệnh cho người dò xét nhiệm sở của ông ta, hòng tìm kiếm lỗi lầm. Lữ Nhân cũng bí mật dâng sớ tố cáo việc làm của Quỹ, khiến Đường Túc Tông giận. Năm Thượng Nguyên thứ 2 (761), Quỹ chịu biếm làm Viên Châu trưởng sử Đồng chánh viên; chưa quá 3 ngày, Lý Giai được đổi thụ chức Tư môn Viên ngoại lang. Sau vài năm, Quỹ được lượng di làm Hấp Châu thứ sử.
Khi xưa Quỹ nắm quyền, thị trung Miêu Tấn Khanh nhiều lần tiến cử Nguyên Tái vào chức vụ quan trọng. Quỹ cậy mình xuất thân sĩ tộc, xem thường Nguyên Tái xuất thân bần tiện, không thu nhận, còn nói với Miêu Tấn Khanh rằng: "Kẻ sĩ vóc rồng dáng phượng không chọn dùng, đứa đầu hươu mắt chuột lại xin quan chức à?" Nguyên Tái nghe được, ngậm hờn rất sâu. Đến nay Nguyên Tái được làm tể tướng, còn Quỹ đang chịu lưu đày, bèn tấu cho ông làm Thí Bí thư giám, dưỡng bệnh ở Giang, Hoài. Quỹ không còn bổng lộc, khiến gia đình trở nên nghèo túng, cả trăm người phải ăn xin mới đủ sống. Quỹ trôi dạt qua hơn 10 châu, quan viên nơi nào khinh bạc quấy rối, ông lại dời đi, cứ thế lưu lạc cả thảy 16 năm.
Nguyên Tái chịu tội chết (777), Quỹ được trừ làm Mục Châu thứ sử, rồi vào triều làm Quốc tử tế tửu, Lễ bộ thượng thư, nhưng bị tể tướng Lư Kỷ ghét. Đường Đức Tông chạy loạn Chu Thử ra Sơn Nam đạo, vào tháng 7 ÂL năm Kiến Trung thứ 4 (783), lệnh cho Quỹ gia nhập sứ đoàn đi Thổ Phiên ký kết minh ước, bái ông làm Thượng thư Tả bộc xạ. Quỹ lấy cớ tuổi đã cao, sợ chết giữa đường thì không xong việc; Đường Đức Tông tỏ ra thương xót, nhưng Lư Kỷ cho rằng Quỹ am hiểu triều chính, vả lại phái ông đi thì sau này những người trẻ tuổi hơn không dám từ chối nữa. Quỹ đến Thổ Phiên, có tù trưởng hỏi rằng: "Nghe nói triều Đường có Đệ nhân nhân Lý Quỹ, là ngài phải không?" Quỹ sợ hãi mà ở lại, nhân đó nói dối rằng: "Lý Quỹ ấy, sao chịu đến đây!?"
Ngày Giáp Tý tháng 4 ÂL năm Hưng Nguyên đầu tiên (tức ngày 17 tháng 5 năm 784), Quỹ về đến Phượng Châu thì mất, hưởng thọ 74 tuổi, được tặng chức Tư không, việc tang do nhà nước chu cấp.